# Pascal Engman
Pascal Carl Orlando Engman Murchio, född 30 juli 1986 i Stockholm, är en svensk journalist och författare. 

## Biografi
I maj 2010 blev Engman anställd på Trelleborgs Allehanda. Några månader senare blev han nöjeschef på Nyheter24 
och sommaren 2011 kom han till kvällstidningen Expressen där han var verksam som krönikör och reporter och framförallt ägnade sig åt personporträtt och intervjuer. I november 2016 slutade Engman på Expressen för att skriva sin första bok.
Engmans debutroman Patrioterna släpptes i augusti 2017, och dess TV-rättigheter såldes i april 2018. Han har 2018 utkommit med boken Eldslandet, samt medverkat i boken Samir & Viktor. År 2019 utgavs uppföljaren till Eldslandet, författarens andra bok i Vanessa Frank-serien, Råttkungen. Boken handlar om incel-rörelsen. 2021 utgavs nästa bok i Vanessa Frank-serien Kokain. 2022 kom boken X, den femte i serien. 2023 utgavs ”Bestseller”,och 2024 ”Ingen”. Pascal Engmans Vanessa Frank-böcker har getts ut på närmare 20 språk. Rättigheterna har sålts till bland annat USA, Storbritannien, Tyskland, Spanien, Chile, Polen, Nederländerna och de nordiska grannländerna.
Under 2022 lanserade Pascal Engman en ny trilogi tillsammans med sin tidigare journalistkollega Johannes Selåker. Den första boken i serien, Till minne av en mördare, utgavs i mars 2022. Serien ges ut av Bokförlaget Forum. Under bokens lanseringsmånad var den Sveriges näst mest sålda skönlitterära bok.

## Pascal Engmans stiftelse
2020 grundade författaren Pascal Engman en stiftelse som arbetar för att främja läsning bland barn och unga runtom i Sverige. Stiftelsen lanserades officiellt 2021 och delar årligen ut ett stipendium, Årets läsfrämjare, till en mottagare som gjort betydelsefulla insatser inom området. I kommittén som utser vinnaren ingår förutom Engman själv, som är ordförande i kommittén, Elisabet Reslegård, grundare av Läsrörelsen, samt journalisterna och mediecheferna Gunilla Herlitz, Silan Diljen och Eva Hamilton.
Första mottagaren av priset, Årets läsfrämjare 2021, var Anneli Glamsare som under cirka 40 års tid arbetat i Botkyrka kommun med läsfrämjande, på senare år genom projektet Läsa äger som visat upp goda resultat och spridits till andra kommuner runtom i Sverige.
År 2022 mottogs stipendiet av bibliotekarien Eva Holmström vid Söråkers Folkets Hus. Biblioteket håller öppet sju dagar i veckan, till minst kl 21.00 på kvällar och till midnatt vissa fredagar och lördagar.
Pascal Engman har genom stiftelsens arbete opinionsbildat för att få fler män att engagera sig i läsfrämjande. Stiftelsens statistik visar att 85 procent av de som engagerar sig i läsning är kvinnor, samtidigt som många pojkar halkar efter i skolan och är i stort behov av fler manliga läsande förebilder.

### Vanessa Frank
- 2018 – Eldslandet. Serie: Vanessa Frank (1). Piratförlaget. 2018. Libris 22573372. ISBN 9789164205872
- 2019 – Råttkungen. Serie: Vanessa Frank (2). Bookmark Förlag. 2019. Libris 7j7bh6k755hzbv8v. ISBN 9789188859440
- 2020 – Änkorna. Serie: Vanessa Frank (3). Bookmark Förlag. 2020. Libris q25q319qn8cbk0sh. ISBN 9789189007772
- 2021 – Kokain. Serie: Vanessa Frank (4). Bookmark Förlag. 2018. Libris 1fz2hp4fz4rx1wct. ISBN 9789189298538
- 2022 – X. Serie: Vanessa Frank (5). Bookmark Förlag. 2022. Libris jzqq1dxzg2m7l436. ISBN 9789189393875
- 2023 – Bestseller. Serie: Vanessa Frank (6). Bookmark Förlag. 2023. Libris r7hjg5pvptn06vsd. ISBN 9789189820142
- 2024 – Ingen. Vanessa Frank (7). Bookmark Förlag. 2024. Libris 1k7jqtmdzn4v4v4l. ISBN 9789189889101

### Skymningsland
- 2022 – Till minne av en mördare. Skymningsland. Bokförlaget Forum. 2022. Libris 8pm64shs697wbr09. ISBN 9789137501833 (tillsammans med Johannes Selåker)
- 2023 – Skammens väg. Skymningsland. Bokförlaget Forum. 2023. Libris n4sk39tblmdk6bjj. ISBN 9789137501857 (tillsammans med Johannes Selåker)
- 2024 – Nomaden. Bokförlaget Forum. 2024. Libris 7qs1595r5k3ht6km. ISBN 9789137505077 (tillsammans med Johannes Selåker)
- 2025 – Albinon. Bokförlaget Forum. 2025. Libris j29bb9dng8bq8f3c. ISBN 9789137505091 (tillsammans med Johannes Selåker)

### Andra böcker
- 2017 – Patrioterna. Stockholm: Piratförlaget. Libris 20690406. ISBN 9789164205216
- 2018 – Badran, Samir; Frisk Viktor, Engman Pascal, Ragnvid Magnus. Samir & Viktor. Bookmark Förlag. Libris 22666823. ISBN 9789188745224
- 2025 – Klanen, Bookmark Förlag. ISBN 9789189928114